# 摩纳哥行动
摩纳哥行动（法語：Action Monégasque，缩写为AM）是摩纳哥历史上的一个政治联盟。该联盟成立于1973年摩纳哥大选前，作为支持共产主义候选人的选民的联盟。其宗旨是：吸引年轻人参与摩纳哥的政治，并成功使其候选人当选。在1973年摩纳哥大选中，该联盟赢得1个国民议会席位。该联盟没有再参加之后的任何选举。